# Аджикеев, Эсенкан
Эсекан Аджикеев (1924 года, Башкуганды, Кара-Киргизская АО — 1989 год) — передовик производства, шахтёр. Герой Социалистического Труда (1966). Заслуженный шахтёр Киргизской АССР.

## Биография
Родился в 1924 году в ауле Башкуганды (ныне — Жумгальский район Нарынской области Киргизии).
В 1939 году стал работать солистом в Нарынском областном театре.
В 1942 году был призван на фронт.
В 1944 году после демобилизации вернулся в Киргизию и стал работать в экспедиции Киргизского геологического управления.
С 1951 года работал на Киргизском горнорудном комбинате, где совершил трудовую карьеру от рядового бурильщика до мастера. Позднее работал в рудоуправлении № 11 забойщиком на новом горнорудном месторождении. Был назначен бригадиром проходчиков. В 1961 году бригада Эсекана Аджикеева завоевала почётное коммунистическое звание. За высокие показатели в трудовой деятельности был награждён в 1962 году Орденом Ленина. В 1966 году был удостоен звания Героя Социалистического Труда за выдающиеся показатели при выполнении плана семилетки (1959—1965), которая была завершена за 6 лет. Планы 1965 года были выполнены на 127 %.
В 1979 году вышел на пенсию.

## Награды
- Герой Социалистического Труда — указом Президиума Верховного Совета СССР от 29 июля 1966 года.
- Орден Ленина (1962, 1966).